# Sara Barros Leitão
Sara Barros Leitão (Porto, 31 de Julho de 1990) é uma actriz e encenadora portuguesa premiada.  Em 2020, ganhou a primeira edição do Prémio Revelação Ageas/Teatro Nacional D. Maria II.

## Percurso
Formou-se em Interpretação pela Academia Contemporânea do Espectáculo. Começou a carreira na série Morangos com Açúcar onde interpretou o papel de Jennifer Brown. Foi, depois, convidada para integrar o elenco de 'Olhos nos Olhos, uma novela da TVI, e mais tarde participa na novela, Sentimentos protagonizando o papel de Rute Dias. Em Teatro destacam-se as peças Romeu e Julieta, de William Shakespeare, encenada por Eduardo Alonso e produzida pelo Teatro do Bolhão,Punk Rock, de Simon Stephens, encenada por Victor Hugo Pontes e produzida pelo Teatro do Bolhão; e Flores para Mim, de Abel Neves, encenada por Natália Luíza e produzida pelo Teatro Meridional. Em cinema participa em mais de uma dezena de curtas-metragens entre as quais Weakest Part de Bernardo Gomes de Almeida, vencedora de uma Menção Honrosa no Festival de Curtas Metragens de Faro em 2011 e Manifesto dos Danados de João Niza Ribeiro. Faz regularmente dobragens de séries juvenis e desenhos animados para o Canal Panda, Panda Bigs e RTP2 com a produtora SomNorte. Participou recentemente na série I Love It da TVI no papel de Cristina Moás e em Água de Mar, da RTP, no papel de Constança Assis. Também pode ser vista como Inês Mendonça, na novela da SIC Poderosas. 
No ano de 2015 destaca-se a participação no espectáculo NEVA encenado por João Reis e apresentado no Teatro Carlos Alberto (Porto) e no Teatro São Luiz (Lisboa).
Apesar de acreditar que o teatro não são só palavras, a literatura assume um papel fundamental na sua vida. Assumiu a direcção artística da Carruagem – Tráfego de Ideias e iniciou a licenciatura em Estudos Clássicos na Faculdade de Letras da Universidade de Lisboa assim como o mestrado Estudos sobre as Mulheres - Género, Cidadania e Desenvolvimento, na Universidade Aberta, que não concluiu.
Presentemente, desdobra-se em actriz, encenadora e dramaturga. Dignas de destaque são as peças-concerto Trilogia das Barcas (2018), de Gil Vicente, e Rei Lear (2019) de William Shakespeare, coproduzidas pelo CCB e Toy Ensemble, que adaptou e encenou. Em 2018, foi a força criativa por detrás de Teoria das Três Idades, coproduzida pelo Teatro Experimental do Porto e Teatro Municipal do Porto, a partir do estudo do arquivo do TEP, e Todos Os Dias Me Sujo De Coisas Eternas (2019), com base num trabalho de investigação sobre a toponímia portuense, apresentado no projecto Cultura em Expansão.
Em 2020, fundou a estrutura artística Cassandra, para desenvolver os seus projectos. No decorrer do ano seguinte, dirigiu vários, em áreas diferentes: um clube do livro feminista mensal chamado Heróides, o espectáculo Monólogo de uma mulher chamada Maria com a sua patroa, sobre a condição das trabalhadoras domésticas, e a exposição companheira Mulheres todos os dias, entre outros.
Em 2022, Sara Barros Leitão assume a direcção-artística do Teatro Oficina, propondo uma variedade de projetos multimediáticos para o decorrer do ano.

## Prémios e Nomeações
Fez parte do elenco da curta-metragem Weakest Part de Bernardo Almeida, que recebeu uma  Menção Honrosa no Festival de Curtas Metragens de Faro de 2011. 
Pelo seu papel no filme Sara recebeu o Prémio de Melhor Actriz no Festival CLAP de 2012. 
Em 2014, foi nomeada para o prémio de Melhor Actriz Secundária nos Prémios Áquila e Prémios Fantastic Televisão, pela sua interpretação na série Mulheres de Abril. 
Pelo seu papel na longa metragem Pecado Fatal realizada por Luís Diogo, é nomeada e distinguida com vários prémios nomeadamente: 
- 2015 - Prémio de Melhor Actriz no Festival de Cinema Independente de São Paulo [9]
- 2015 - FESTICINI - International Independent Film Festival 2015: recebeu o prémio de Melhor Actriz Secundária
- 2015 - Prémios CinEuphoria: Nomeada para o prémio de Melhor Actriz - Competição Nacional
- 2015 - Globos de Ouro: nomeada para Melhor Actriz
- 2015 - Prémios Sophia: nomeada para o prémio de Melhor Actriz

Em 2016, recebe o prémio de Melhor Representação no Festival Internacional de Cinema de Arouca pelo seu papel na curta-metragem Marta de Bernardo Almeida. 
Venceu em 2020, a primeira edição do Prémio Revelação Ageas / Teatro Nacional D. Maria II. 
Em 2022 é nomeada na categoria teatro com o espetáculo Monólogo de Uma Mulher Chamada Maria com a Sua Patroa para os Globos de Ouro.

## Filmografia

### Televisão
| Ano         | Projeto                             | Papel                          | Notas                 | Canal |
| ----------- | ----------------------------------- | ------------------------------ | --------------------- | ----- |
| 2007        | Morangos com Açúcar (4.ª temporada) | Jenifer Brown                  | Participação Especial | TVI   |
| 2007 - 2007 | Morangos com Açúcar (5.ª temporada) | Jenifer Brown                  | Antagonista           | TVI   |
| 2008 - 2009 | Olhos nos Olhos                     | Sofia Vaz de Almeida           | Elenco Principal      | TVI   |
| 2009 - 2010 | Sentimentos                         | Rute Dias                      | Elenco Principal      | TVI   |
| 2011        | Espírito Indomável                  | ___________                    | ____________          | TVI   |
| 2010 - 2011 | Laços de Sangue                     | Luna                           | Participação Especial | SIC   |
| 2012 - 2014 | Doida Por Ti                        | Joana Varela                   | Elenco Principal      | TVI   |
| 2013        | Mundo ao Contrario                  | Marta Capucho (Agente Capucho) | Elenco Principal      | TVI   |
| 2013 - 2014 | I Love It                           | Cristina Moas                  | Protagonista          | TVI   |
| 2014        | Mulheres de Abril                   | Luísa (Jovem)                  | Elenco Principal      | RTP1  |
| 2014        | Bem Vindos a Beiras                 | Francisca Bettencourt          | Participação Especial | RTP1  |
| 2014 - 2015 | Água de Mar                         | Constança Assis                | Elenco Principal      | RTP1  |
| 2014        | Jardins Proibidos                   | Jacinta (Jovem)                | Participação Especial | TVI   |
| 2015 - 2016 | Poderosas                           | Ines Mendonça                  | Co-Protagonista       | SIC   |
| 2016        | Aqui Tão Longe                      | Anabela                        | Elenco Adicional      | RTP1  |
| 2016        | Dentro                              | Susana Faísca                  | Elenco Adicional      | RTP1  |
| 2017        | Ministério do Tempo                 | Mariana Silva                  | Elenco Principal      | RTP1  |
| 2018        | Três Mulheres                       | Isabel de Castro               | Elenco Adicional      | RTP1  |
| 2019        | Na Corda Bamba                      | ___________                    | Elenco Adicional      | TVI   |
| 2022        | Causa Própria                       | Mónica                         | Elenco Adicional      | RTP1  |
| 2023        | Contado Por Mulheres                | Cândida                        | Elenco Principal      | RTP1  |

### Cinema[14]
- 2009 - Éden, curta-metragem
- 2011 - Weakest Part, curta-metragem
- 2011 - Aristides de Sousa Mendes - O Cônsul de Bordéus
- 2012 - Sara, curta-metragem
- 2012 - Ruge Medo, curta-metragem
- 2012 - O Homem da Gabardine, curta-metragem
- 2012 - Manifesto dos Danados, curta-metragem
- 2012 - Auguste, curta-metragem
- 2012 - Eroticon, curta-metragem [15]
- 2013 - Para Veres, curta-metragem
- 2013 - O Tesouro
- 2013 - Pecado Fatal [16]
- 2013 - Interferência, curta-metragem
- 2014 - Éden, curta-metragem
- 2014 - Os Gatos Não Têm Vertigens
- 2015 - Marta, curta-metragem [10]
- 2016 - Gelo [17]
- 2016 - Kuru, curta-metragem
- 2016 - Offline
- 2017 - Ico, curta-metragem [18]
- 2018 - Descobrindo a Variável Perfeita, curta-metragem

## Ligações Externas
- Site Oficial - Sara Barros Leitão

- "Mulheres de Abril" assinala os 40 anos do 25 de Abril de 1974

- O Processo das Coisas – Sara Barros Leitão

- Sara Barros Leitão: Como resgatar o tecido artístico e recuperar a produção cultural?  -  Portal de biografias
  -  Portal das mulheres
  -  Portal do teatro
  -  Portal do cinema
  -  Portal de Portugal